# Uvariella ferruginea
Uvariella ferruginea är en kirimojaväxtart som först beskrevs av Buch.-ham., Joseph Dalton Hooker och Thomas Thomson, och fick sitt nu gällande namn av Airy Shaw. Uvariella ferruginea ingår i släktet Uvariella och familjen kirimojaväxter. Inga underarter finns listade i Catalogue of Life.